# L'Isle-d'Abeau
L'Isle-d'Abeau és un municipi francès, situat al departament de la Isèra i a la regió d'Alvèrnia-Roine-Alps.